# Lotta greco-romana ai Giochi della X Olimpiade - Pesi massimi
La competizione della categoria pesi massimi (oltre 87 kg) di lotta greco-romana dei Giochi della X Olimpiade si è svolta dal 4 al 7 agosto al Grand Olympic Auditorium in Los Angeles.

## Formato
Ad ogni incontro venivano assegnate le seguenti penalità:
- 0 = Al vincitore per schienata
- 1 = Al vincitore ai punti
- 3 = Allo sconfitto

Con cinque punti o più di penalità il lottatore veniva eliminato.

## Risultati
| Legenda                                  | Legenda |
| ---------------------------------------- | ------- |
| Lottatore con 5 penalità o più Eliminato |         |

### 1 Turno
| Vincitore        | Pen. | Risultato | Sconfitto      | Pen. |
| ---------------- | ---- | --------- | -------------- | ---- |
| Georg Gehring    | 1    | Ai punti  | Aleardo Donati | 3    |
| Carl Westergren  | 1    | Ai punti  | Josef Urban    | 3    |
| Nikolaus Hirschl | 0    | -         | Esente         |      |

### 2 Turno
| Vincitore        | Pen. | Risultato | Sconfitto       | Pen. |
| ---------------- | ---- | --------- | --------------- | ---- |
| Nikolaus Hirschl | 0    | Schienata | Aleardo Donati  | 6    |
| Georg Gehring    | 2    | Ai punti  | Carl Westergren | 4    |
| Josef Urban      | 3    | -         | Esente          |      |

### 3 Turno
| Vincitore       | Pen. | Risultato | Sconfitto        | Pen. |
| --------------- | ---- | --------- | ---------------- | ---- |
| Josef Urban     | 4    | Ai punti  | Georg Gehring    | 5    |
| Carl Westergren | 4    | Schienata | Nikolaus Hirschl | 3    |

### Finale
| Vincitore       | Pen. | Risultato | Sconfitto        | Pen. |
| --------------- | ---- | --------- | ---------------- | ---- |
| Josef Urban     | 4    | Schienata | Nikolaus Hirschl | 6    |
| Carl Westergren | 4    | -         | Esente           |      |

## Classifica finale
| Pos.    | Atleta           | Nazione        |
| ------- | ---------------- | -------------- |
| Oro     | Carl Westergren  | Svezia         |
| Argento | Josef Urban      | Cecoslovacchia |
| Bronzo  | Nikolaus Hirschl | Austria        |
| 4       | Georg Gehring    | Germania       |
| 5       | Aleardo Donati   | Italia         |